# Макмиллан, Гарольд
Мо́рис Га́рольд Макми́ллан, 1-й граф Стоктон (англ. Maurice Harold Macmillan, 1st Earl of Stockton; 10 февраля 1894, Челси — 29 декабря 1986, Челвуд-Гэйт) — британский политический деятель, аристократ, член Консервативной партии Великобритании, премьер-министр Великобритании (с 1957 по 1963 год). Владелец издательства Macmillan Publishers.
Почётный член Британской академии (1981), член Лондонского королевского общества (1962; по статуту 12).
Макмиллан был последним британским премьер-министром, родившимся в Викторианскую эпоху, последним, кто участвовал в Первой мировой войне, и последним, получившим наследственное пэрство. На момент своей смерти он был самым долгоживущим премьер-министром в истории Великобритании, рекорд которого был превзойдён Джеймсом Каллагэном в феврале 2005 года.
Ускорил процесс деколонизации Британской империи.

## Биография
Депутат Палаты общин с 1924 года. В 1945 году — министр авиации (в кабинете Черчилля), в 1954—1955 годах — министр обороны, в 1955 году — иностранных дел, в 1955—1957 годах — канцлер казначейства. После отставки Энтони Идена избран лидером Консервативной партии и автоматически назначен королевой Елизаветой II на должность премьер-министра.
В этой должности внёс вклад в борьбе за ядерную безопасность Великобритании (22 февраля 1958 года — англо-американское соглашение о размещении американских ракет в Англии; 15 мая 1958 года Англия испытала свою первую водородную бомбу) и ядерное разоружение (30 января 1958 года — «Поход за ядерное разоружение во главе с Б. Расселом»; 4—7 апреля 1958 года состоялся первый поход сторонников мира из Лондона в Олдемарстон — атомный центр Великобритании; 24 марта 1962 года — массовая «сидячая забастовка» в Лондоне против ядерного оружия); он заключил с США договор о доступе Британии к американским ядерным ракетам и участвовал в разработке договора с США и СССР о частичном запрете испытаний (5 августа 1963 года; первая попытка в 1960 году не удалась из-за полёта Гэри Пауэрса). За это Шарль де Голль наложил вето на принятие Великобритании в Европейское экономическое сообщество, так как боялся проникновения американского ядерного оружия в Европу.
В период его пребывания в должности премьер-министра в стране наблюдался мощный экономический рост; в 1959 году консерваторы добились значительного большинства в Палате общин, и Макмиллан произнёс знаменитую фразу, обращаясь к избирателям: так хорошо вам ещё не бывало!
В 1960 году Макмиллан отправился с официальным визитом в Африку, посетил Гану, Нигерию и Родезию. А выступая 3 февраля 1960 года в Кейптауне, говоря о деколонизации, заявил: «Над Африкой веет ветер перемен, и Великобритания вынуждена с этим считаться». После этого, в 1960 году, большинство африканских колоний получили независимость, поэтому этот год в литературе принято называть «годом Африки».
Был известен жёстким стилем руководства, впоследствии перенятым Маргарет Тэтчер; в 1962 году поменял весь свой кабинет (так называемая британская «Ночь длинных ножей»).
Положение кабинета было сильно омрачено делом Профьюмо; но за год до поражения консерваторов на выборах Макмиллан ушёл в отставку, так как ему был поставлен диагноз рак простаты в необратимой стадии. Однако диагноз оказался ошибочным, и он прожил после того ещё 23 года
С 1960 по 1963 жил в Адмиралтейском доме во время реконструкции Даунинг, 10. 
В 1984 году Макмиллану было пожаловано наследственное пэрство и графский титул, наследником которого стал его старший сын Морис, также известный политик, однако спустя всего месяц сын скончался. После смерти Гарольда Макмиллана в 1986 году 2-м графом Стоктонским и пэром стал его внук Александр.

## Киновоплощения
- Антон Лессер в сериале «Корона» (2 сезон, 2017 год).